# جون فلويد (سياسي)
جون فلويد (بالإنجليزية: John Floyd)‏ هو سياسي أمريكي، ولد في 3 أكتوبر 1769 في الولايات المتحدة، وتوفي في 24 يونيو 1839 في نفس البلد. حزبياً، نشط في ديمقراطية جاكسونية والحزب الديمقراطي. وقد انتخب عضو مجلس نواب جورجيا وانتخب عضو مجلس النواب الأمريكي.